# Paoliella commiphorae
Paoliella commiphorae är en insektsart. Paoliella commiphorae ingår i släktet Paoliella och familjen långrörsbladlöss.

## Underarter
Arten delas in i följande underarter:
- P. c. commiphorae
- P. c. persimilis